# Ain't Nothing Wrong
Ain't Nothing Wrong  è il secondo singolo del cantante R&B statunitense Houston, estratto dall'album di debutto It's Already Written. La canzone è stata prodotta dal duo di beatmaker The Underdogs, di cui fanno parte Harvey Mason Jr. e Damon Thomas, i quali assieme ad altri hanno anche scritto parte del testo.

## Informazioni
Diversamente dal precedente singolo d'esordio I Like That prodotto dai Trak Starz che aveva conseguito risultati notevoli negli USA e aveva spopolato in tanti altri paesi, Ain't Nothing Wrong ha raggiunto solo la posizione n.70 all'interno della Billboard Hot R&B/Hip-Hop Songs. In Finlandia e in Regno Unito è però riuscita a entrare in chart.
Tuttora, questi due rimangono gli unici singoli estratti dall'album, nonché gli unici due dell'artista.

## Videoclip
Il videoclip inizia con Houston alla guida della sua auto di lusso in un pomeriggio d'estate, che sta andando a prendere la sua ragazza. Nella scena seguente si ferma a una stazione di servizio e comincia a corteggiare un'altra ragazza col pretesto di aiutarla ad effettuare un cambio di denaro. Non solo, ma istantaneamente fa anche su di essa alcune fantasie erotiche, fantasie che ovviamente non si concretizzano in realtà. La ragazza quindi ringrazia, saluta e se ne va.
La ragazza di Houston lo chiama poi al cellulare per sapere come mai lui non è ancora arrivato, e irritata gli attacca il telefono in faccia. Ma questi è sempre nella stessa stazione di servizio e ha adocchiato un'altra bella ragazza vicino alla pompa di benzina, che gli sorride. Lui va lì, stringendosi molto a lei l'aiuta a fare il pieno in un'altra auto lì vicino e la guarda intensamente negli occhi. Houston allora rifà sul momento nuove, coinvolgenti fantasie erotiche, mentre la ragazza continua a guardarlo con vivo interesse; lui poi se ne va e la lascia lì estasiata.
Nell'ultima scena (a questo punto la canzone si interrompe prima e parte My Promise, altra traccia presente in It's Already Written) il cantante arriva finalmente dalla sua ragazza, la quale ignora quanto è successo e nel frattempo ha dimenticato la lite di prima. Lei sale in macchina felice di vederlo, lo abbraccia e i due se ne vanno.

## Classifica

### USA
| Chart (2004)                                          | Posizione massima |
| ----------------------------------------------------- | ----------------- |
| Stati Uniti d'America Billboard Hot R&B/Hip-Hop Songs | 70                |

### Altri paesi e classifiche mondiali
| Chart (2004-2005)                       | Posizione massima |
| --------------------------------------- | ----------------- |
| Regno Unito                             | 33                |
| Finlandia                               | 15                |
| World RnB Top 30 Singles                | 24                |
| LAUNCH Music Videos Top 100 (Videoclip) | 32                |